# Chaumont Volley-Ball 52
Maillots
Actualités
Dernière mise à jour : 14 novembre 2023.
Le Chaumont Volley-Ball 52 est un club français de volley-ball, fondé en 1963 et basé à Chaumont (Haute-Marne), et évoluant depuis la saison 2012-2013 en Ligue A.

## Historique

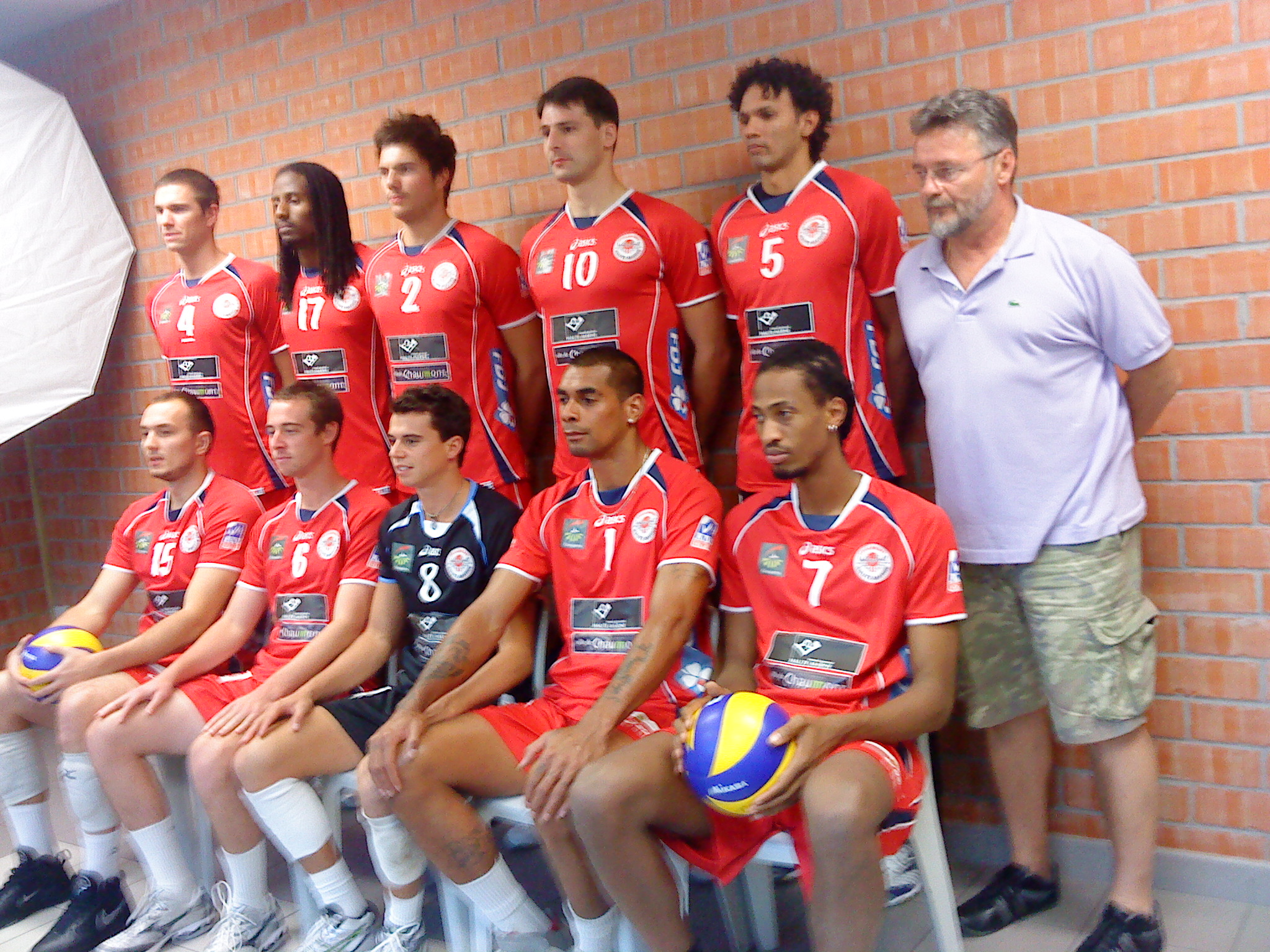
L'équipe 2010-2011.

### Origine
Les débuts du CVB52 commence en 1963 sous le nom de l'ASPTT Chaumont, dirigée par Robert Jeanmougin qui fonde une section volley-ball.
La première équipe est composée de postiers et de télécommunicants, les premières années pendant le printemps l'équipe participe au championnat corporatif chaumontais.
À partir de 1976, l'équipe atteint la Nationale 3 après avoir gagné la Coupe de France des clubs ASPTT.
En 1984, l’équipe va à nouveau s’engager dans les compétitions corporatives locales, en obtenant de nombreux succès tant en championnat qu’en coupe de Haute-Marne.
Peu de temps après, le président général de l’ASPTT M.Hirtzlin, va obtenir et disposer d’un terrain avec des vestiaires aux Lavières à Brottes.
Dès 1987 à l’initiative de Jean-Michel Lesprit, une section féminine va être créée, qui sera l'unique équipe féminine du département et obtiendra un titre de champion de DH échouant de peu à la montée en 3e division.
En 1990, le président Bernard Huguenel laisse sa place à Martial Guillaume. L'équipe accédera en Nationale 2 et se professionnalisera en 1993. Trois ans plus tard, en 1996, l'équipe est en Pro B, c'est alors qu'a lieu la naissance du Chaumont Volley-Ball 52 Haute-Marne.

### Deuxième division
Dès 1998 le CVB52 connaît un soutien des habitants de la ville de Chaumont et du département de la Haute Marne, cette même année Christian Marcenac remplace Martial Guillaume au sein de la présidence du CVB52HM.
À partir de 2001 Chantal Thévenot remplace à la présidence Bernard Huguenel.
De nombreux changements ont lieu au niveau de la formation.
Lors de la saison 2001-2002, c'est Gilbert Gléyot qui devient le nouveau président du club.

### Première division
Le 6 mai 2017, pour la première fois de son histoire le CVB52HM devient champion de France de volley-ball après avoir battu l'équipe de Spacer's Toulouse Volley 3-0 (25-16, 25-21, 27-25).
Le 7 octobre 2017 à Mulhouse, le CVB52HM remporte un second titre avec la Supercoupe de France en battant le Gazélec Football Club Ajaccio Volley-Ball 3-1 (16-25 25-23 25-13 25-20).

### Challenge Cup

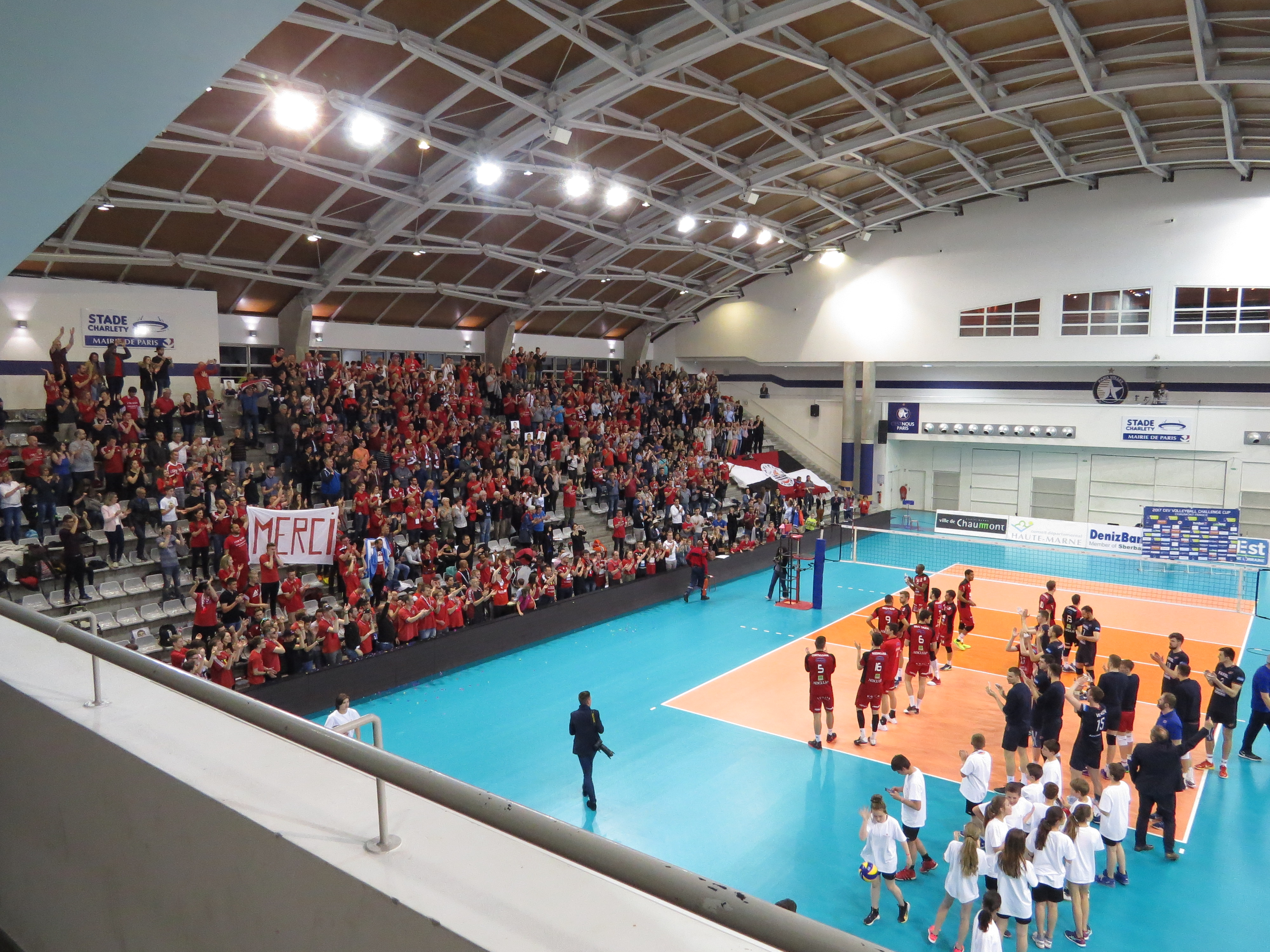
L'équipe devant les supporters du club à Paris.

Le 12 avril 2017, le club atteint pour la première fois de son histoire la finale du Challenge Cup face à l'équipe russe de Fakel Novy Ourengoï. Après une défaite 3-1 à l'aller (25-12, 15-25, 26-24, 30-28), le CVB52HM s'incline également lors du match retour 3-1, terminant deuxième de la compétition.

## Infrastructures

### Sportif
Le siège du club se trouve à la salle Jean Masson qui est également le lieu des matchs à domicile du club. Cette salle surnommée « Le chaudron » a été inaugurée en 1957. Sa capacité est de 841 places en gradin, pouvant atteindre 1 034 places lorsque des aménagements au sol sont possibles. Le club a joué son premier match de Coupe d'Europe face au luxembourgeois de Diekirch au gymnase Lemouton car la salle Jean Masson n'a pas été homologuée.
Le 2 décembre 2016 lors d'un match opposant Chaumont à Montpellier, la municipalité a présenté son projet de nouvelle salle multi-activité prévue pour 2020 et comptant 1 700 places,.
Depuis 2021, le club utilise le nouveau complexe sportif Palestra, d’une capacité de 3200 places environ, et répondant au cahier des charges fixé par la CEV pour la ligue des champions. Ce complexe sorti de terre en 2021 permet au club Chaumontais de poursuivre son développement et d’évoluer dans des infrastructures modernes et adaptées au haut niveau.

### Aspects juridiques et économiques
Lors de la saison 2008-2009, le budget est de 807 000 €. Lors de la saison 2007-2008, celui-ci était de 632 000 €.

## Palmarès et résultats sportifs

### Palmarès
| Compétitions nationales | Compétitions européennes |
| - Ligue A (1) - Vainqueur : 2017 - Finaliste : 2018, 2019, 2021, 2023 - Ligue B - Finaliste : 2010, 2012 - Supercoupe de France (2) - Vainqueur : 2017, 2021 - Finaliste : 2022, 2023 - Coupe de France (1) - Vainqueur : 2022 - Finaliste : 2018, 2019 | - Coupe de la CEV - Playoffs à 12 : 2018 - Playoffs à 8 : 2019 - Challenge Cup - Finaliste : 2017 - Coupe de la CEV masculine - 16e de finale : 2020 |

### Bilan par saison
| Saison    | Division | Saison régulière | Phase finale    | Coupe de France    | Supercoupe de France | Challenge Cup      | Ligue des Champions | Coupe de la CEV masculine |
| --------- | -------- | ---------------- | --------------- | ------------------ | -------------------- | ------------------ | ------------------- | ------------------------- |
| 2023-2024 | Ligue A  | 1e               | —               | —                  | —                    | —                  | —                   | 16e de finale             |
| 2022-2023 | Ligue A  | 3e               | Finaliste       | —                  | Finaliste            | —                  | —                   | 16e de finale             |
| 2021-2022 | Ligue A  | 2e               | —               | Vainqueur          | Finaliste            | —                  | —                   | 16e de finale             |
| 2020-2021 | Ligue A  | 4e               | Finaliste       | Annulée            | Vainqueur            | —                  | —                   | 16e de finale             |
| 2019-2020 | Ligue A  | 4e               | Annulé          | Quart de finale    | —                    | —                  | —                   | 16e de finale             |
| 2018-2019 | Ligue A  | 6e               | Finaliste       | Finaliste          | —                    | —                  | Play-off 8          | —                         |
| 2017-2018 | Ligue A  | 2e               | Finaliste       | Finaliste          | —                    | —                  | Play-off 12         | —                         |
| 2016-2017 | Ligue A  | 1er              | Vainqueur       | Huitième de finale | Vainqueur            | Finaliste          | —                   | —                         |
| 2015-2016 | Ligue A  | 3e               | Quart de finale | Huitième de finale | —                    | —                  | —                   | —                         |
| 2014-2015 | Ligue A  | 9e               | —               | Quart de finale    | —                    | 32e de finale      | —                   | —                         |
| 2013-2014 | Ligue A  | 5e               | Demi-finale     | Demi-finale        | —                    | Huitième de finale | —                   | —                         |
| 2012-2013 | Ligue A  | 4e               | Quart de finale | Quart de finale    | —                    | —                  | —                   | —                         |
| 2011-2012 | Ligue B  | 2e               | Vainqueur       | Troisième tour     | —                    | —                  | —                   | —                         |
| 2010-2011 | Ligue B  | 4e               | Demi-finales    | Demi finale        | —                    | —                  | —                   | —                         |
| 2009-2010 | Ligue B  | 2e               | —               | —                  | —                    | —                  | —                   | —                         |
| 2008-2009 | Pro B    | 11e              | —               | —                  | —                    | —                  | —                   | —                         |
| 2007-2008 | Pro B    | 10e              | —               | —                  | —                    | —                  | —                   | —                         |
| 2006-2007 | Pro B    | 7e               | —               | —                  | —                    | —                  | —                   | —                         |
| 2005-2006 | Pro B    | 5e               | —               | —                  | —                    | —                  | —                   | —                         |
| 2004-2005 | Pro B    | 3e               | —               | —                  | —                    | —                  | —                   | —                         |
| 2003-2004 | Pro B    | 8e               | —               | —                  | —                    | —                  | —                   | —                         |
| 2002-2003 | Pro B    | 10e              | —               | —                  | —                    | —                  | —                   | —                         |
| 2001-2002 | Pro B    | 9e               | —               | —                  | —                    | —                  | —                   | —                         |
| 2000-2001 | Pro B    | 7e               | —               | —                  | —                    | —                  | —                   | —                         |
| 1999-2000 | Pro B    | 8e               | 4e poule A      | —                  | —                    | —                  | —                   | —                         |
| 1998-1999 | Pro B    | 11e              | —               | —                  | —                    | —                  | —                   | —                         |
| 1997-1998 | Pro B    | —                | —               | —                  | —                    | —                  | —                   | —                         |
| 1996-1997 | Pro B    | —                | —               | —                  | —                    | —                  | —                   | —                         |

## Historique des logos

Logo de 1996 à juillet 2017
Logo depuis 2017

## Joueurs et personnages du club

### Présidents
Le tableau suivant présente la liste des présidents du club depuis 1996.
| Rang | Nom                | Période   |
| ---- | ------------------ | --------- |
| 1    | Martial Guillaume  | 1996-1998 |
| 2    | Christian Marcenac | 1998-2001 |
| 3    | Chantal Thévenot   | 2001      |
| 4    | Gilbert Gléyot     | 2001-2007 |
| 5    | Éric Vigneron      | 2007-2009 |
| 6    | Bruno Soirfeck     | 2009-     |

### Entraîneurs
Le tableau suivant présente la liste des entraîneurs du club depuis 1996.
| Rang | Nom                                 | Période   |
| ---- | ----------------------------------- | --------- |
| 1    | Dominique Hallart                   | 1996-1998 |
| 2    | Roger Valée                         | 1998-1999 |
| 3    | Daniel Draghici & Dominique Hallart | 1999-2000 |
| 4    | Ion Dobre                           | 2000-2002 |
| 5    | Olivier Lardier                     | 2002-2004 |
| 6    | / Pompiliu Dascălu                  | 2004-2009 |
| 7    | / Nikola Matijasevic                | 2009-2014 |
| 8    | Duško Nikolić                       | 2014-2015 |
| 9    | Silvano Prandi                      | 2015-     |

## Galerie d'images

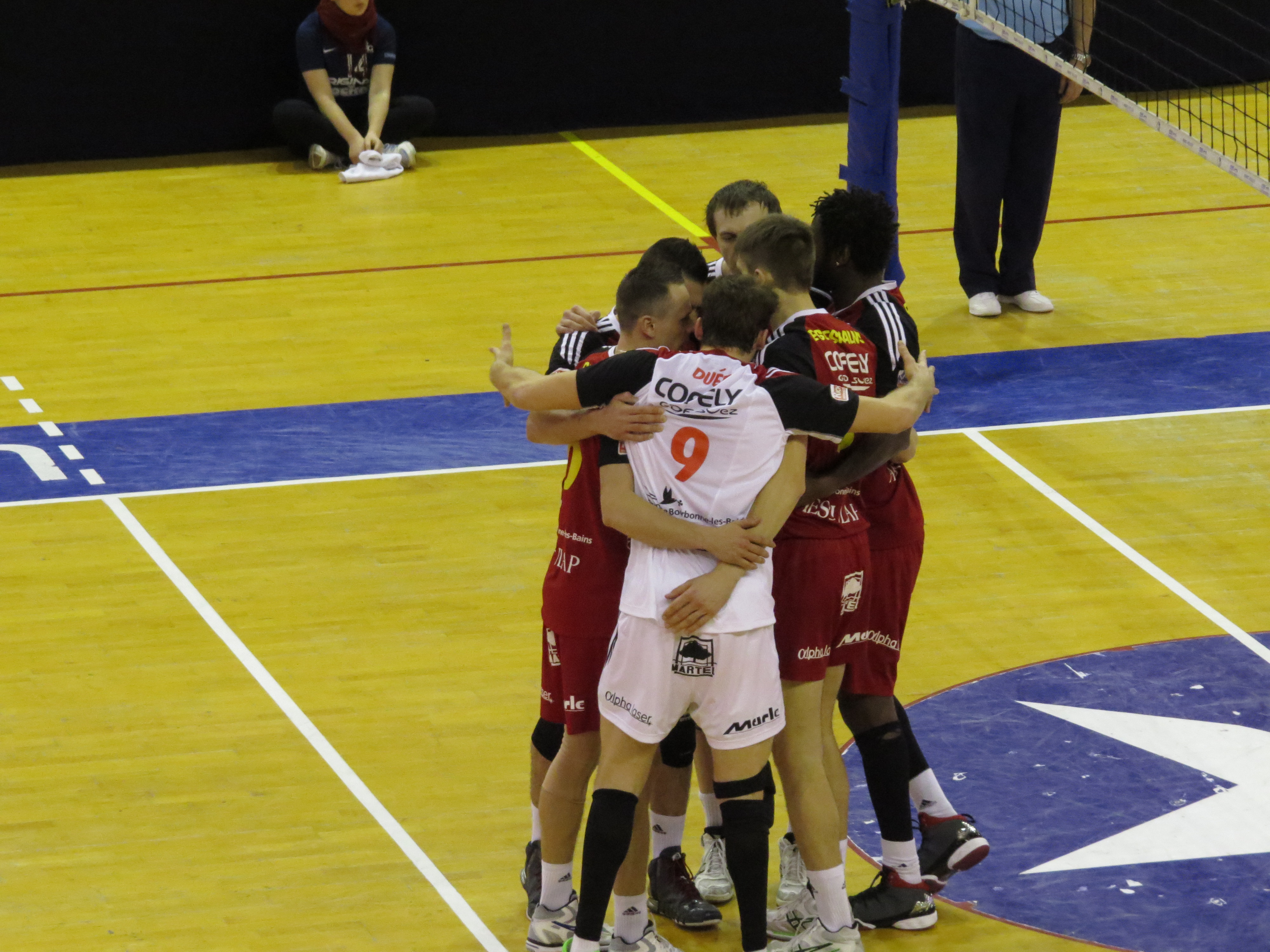
Les joueurs face au Paris Volley
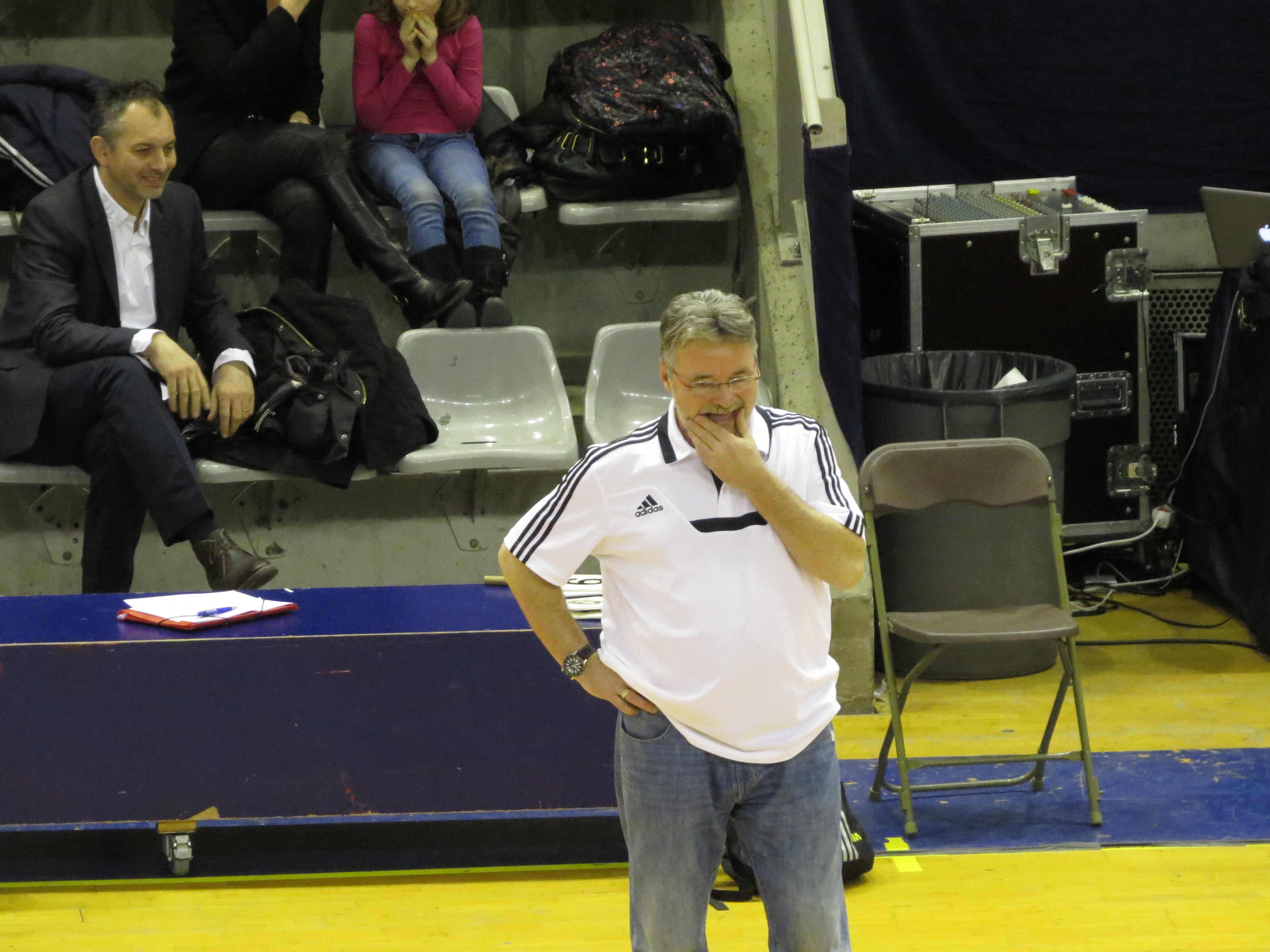
Nikola Matijašević
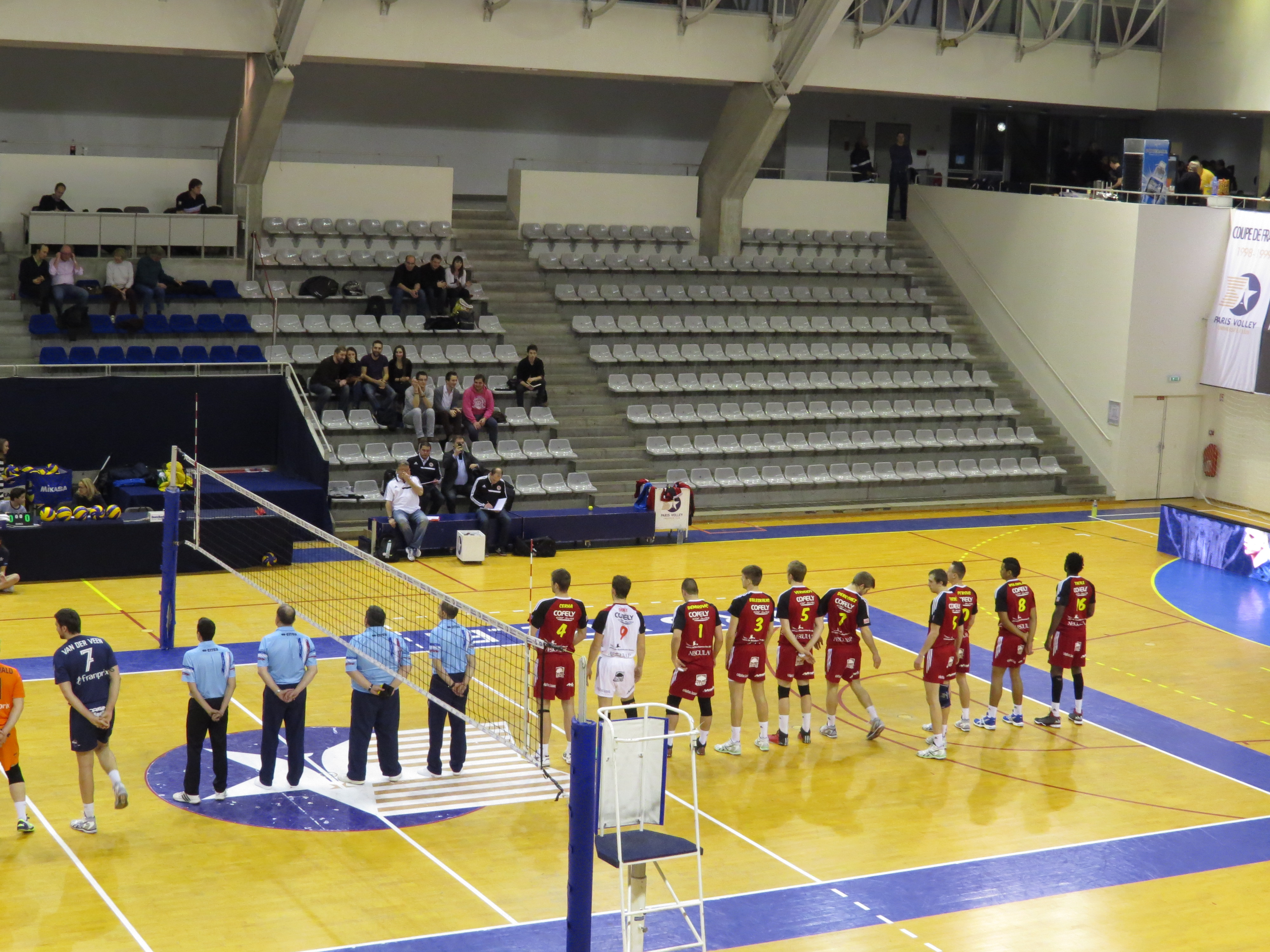
Les joueurs face au Paris Volley